# NGC 7730
NGC 7730 ist eine Galaxie vom Hubble-Typ S? im Sternbild Aquarius auf der Ekliptik. Sie ist schätzungsweise 419 Millionen Lichtjahre von der Milchstraße entfernt.
Das Objekt wurde im Jahre 1876 von Wilhelm Tempel entdeckt.